# احتياز بيانات
احتياز البيانات أو الحصول على البيانات (بالإنجليزية: Data acquisition)‏ هو عملية الاعتيان أو أخذ العينات من الإشارات الكهربائية التي تقيس الظروف الفيزيائية الحقيقية وتحويل العينات الناتجة إلى قيم رقمية يمكن معالجتها بالكمبيوتر. عادةً ما تقوم أنظمة احتياز البيانات، المُختصرة بالأحرف الأولية الإنجليزية (بالإنجليزية: DAS)‏ أو (بالإنجليزية: DAQ)‏ أو (بالإنجليزية: DAU)‏ بتحويل أشكال الموجات التناظرية إلى قيم رقمية للمعالجة. تشمل مكونات أنظمة الحصول على البيانات ما يلي:
- مجسات لتحويل المعاملات الفيزيائية إلى إشارات كهربائية.
- دائرة تكييف الإشارة، لتحويل إشارات الاستشعار إلى شكل يمكن تحويله إلى قيم رقمية.
- المحولات التناظرية إلى الرقمية، لتحويل إشارات المستشعرات المكيفة إلى قيم رقمية.

عادةً ما يتم التحكم في تطبيقات الحصول على البيانات بواسطة برامج طورت باستخدام عدة لغات برمجية مثل لغة التجميع وبيسك وسي وسي++ وسي شارب وفورتران وجافا ولابفيو وليسب وباسكال وما إلى ذلك. غالبًا ما تسمى أنظمة الحصول على البيانات المستقلة بأجهزة تسجيل البيانات .
هناك أيضًا حزم برامج مفتوحة المصدر توفر جميع الأدوات اللازمة للحصول على البيانات من أجهزة مختلفة وعتاد محدد. تأتي هذه الأدوات من المجتمع العلمي حيث تتطلب التجراب المعقدة برامج سريعة ومرنة وقابلة للتكيف. عادة ما تكون هذه الحزم مناسبة بشكل مخصص ولكن يمكن تصميم حزم (بالإنجليزية: DAQ)‏ أكثر عمومية مثل (بالإنجليزية: Maximum Integrated Data Acquisition System)‏ ويتم استخدامه بسهولة في العديد من تجارب الفيزياء.

## تاريخ
في عام 1963 ، أنتجت شركة آي بي إم أجهزة كمبيوتر متخصصة في الحصول على البيانات. يتضمن ذلك نظام IBM 7700 لاكتساب البيانات وخليفته نظام IBM 1800 لاكتساب البيانات ونظام التحكم . تم تجاوز هذه الأنظمة المتخصصة باهظة الثمن في عام 1974 من خلال أجهزة الكمبيوتر ذات الأغراض العامة S-100 وبطاقات الحصول على البيانات التي تنتجها شركة Tecmar / Scientific Solutions Inc. في عام 1981، أصدرت شركة آي بي إم حاسوب آي بي إم الشخصي وأصدرت أول منتجات الحصول على بيانات الكمبيوتر الشخصي.